# Adonisea copiosa
Adonisea copiosa är en fjärilsart som beskrevs av John Henry Leech 1900. Adonisea copiosa ingår i släktet Adonisea och familjen nattflyn. Inga underarter finns listade i Catalogue of Life.